# Drapeau d'Overijssel
Le drapeau de la province d'Overijssel a été adopté par les États provinciaux l'Overijssel le 21 juillet 1948 et est entré en vigueur le 20 août 1948.
Les bandes rouges et jaunes représentent les liens historiques que l'Overijssel a noué avec les provinces de Hollande et se retrouvent dans leur drapeau. La bande bleu ondulée symbolise la rivière IJssel qui a donné son nom à la province.

comtes de Hollande.
Hollande-Septentrionale.
Hollande-Méridionale

Ce drapeau est le premier et unique drapeau officiel de la province et a été adopté en 1948. Dix ans plus tôt, au jubilé des quarante ans de règne de Wilhelmine, la province était symbolisée par un drapeau tricolore rouge jaune bleu, mais ce drapeau n'a pas eu de caractère officiel.

## Sources
- (en)/(nl) Cet article est partiellement ou en totalité issu des articles intitulés en anglais « Flag of Overijssel » (voir la liste des auteurs) et en néerlandais « Vlag van Overijssel » (voir la liste des auteurs).
- (nl) « Het Overijssels Volkslied », sur Site officiel de l'Overijssel (consulté le 4 janvier 2014)
- (en) « Overijssel Province (The Netherlands) », sur Flags of the world (consulté le 3 janvier 2014)